# Sevilla Fútbol Club 2007-2008
Questa voce raccoglie le informazioni riguardanti il Sevilla Fútbol Club nelle competizioni ufficiali della stagione 2007-2008.

## Rosa
| N. |                       | Ruolo | Calciatore              |
| -- | --------------------- | ----- | ----------------------- |
| 1  | Spagna (bandiera)     | P     | Andrés Palop            |
| 2  | Spagna (bandiera)     | D     | Javi Navarro (Capitano) |
| 3  | Serbia (bandiera)     | D     | Ivica Dragutinović      |
| 4  | Brasile (bandiera)    | D     | Daniel Alves            |
| 5  | Portogallo (bandiera) | C     | Duda                    |
| 6  | Brasile (bandiera)    | C     | Adriano Correia         |
| 7  | Spagna (bandiera)     | C     | Jesús Navas             |
| 8  | Danimarca (bandiera)  | C     | Christian Poulsen       |
| 9  | Russia (bandiera)     | A     | Aleksandr Keržakov      |
| 10 | Brasile (bandiera)    | A     | Luis Fabiano            |
| 11 | Brasile (bandiera)    | C     | Renato                  |
| 12 | Mali (bandiera)       | A     | Frédéric Kanouté        |
| 13 | Italia (bandiera)     | P     | Morgan De Sanctis       |
| 14 | Francia (bandiera)    | D     | Julien Escudé           |
| 15 | Colombia (bandiera)   | D     | Aquivaldo Mosquera      |
| 16 | Spagna (bandiera)     | C     | Antonio Puerta          |
| 17 | Spagna (bandiera)     | C     | Capel                   |

| N. |                           | Ruolo | Calciatore          |
| -- | ------------------------- | ----- | ------------------- |
| 18 | Spagna (bandiera)         | C     | Martí               |
| 19 | Uruguay (bandiera)        | A     | Ernesto Chevantón   |
| 20 | Belgio (bandiera)         | C     | Tom de Mul          |
| 21 | Mali (bandiera)           | C     | Seydou Keïta        |
| 23 | Paesi Bassi (bandiera)    | D     | Khalid Boulahrouz   |
| 24 | Germania (bandiera)       | D     | Andreas Hinkel      |
| 25 | Italia (bandiera)         | C     | Enzo Maresca        |
| 26 | Spagna (bandiera)         | D     | Crespo              |
| 27 | Spagna (bandiera)         | C     | Alfaro              |
| 28 | Argentina (bandiera)      | D     | Federico Fazio      |
|    | Spagna (bandiera)         | C     | Fernando Sales      |
|    | Spagna (bandiera)         | P     | Javi Varas          |
|    | Spagna (bandiera)         | D     | Lolo                |
|    | Spagna (bandiera)         | C     | Jesuli              |
|    | Argentina (bandiera)      | C     | Emiliano Armenteros |
|    | Costa d'Avorio (bandiera) | A     | Arouna Koné         |

## Calciomercato
| Acquisti | Acquisti | Acquisti | Acquisti |
| R.       | Nome     | da       | Modalità |
| -------- | -------- | -------- | -------- |

| Cessioni | Cessioni       | Cessioni | Cessioni |
| R.       | Nome           | a        | Modalità |
| -------- | -------------- | -------- | -------- |
| A        | Ariza Makukula | Marítimo | prestito |